# Mapparium

Europa, Medio Oriente y norte de África como se muestran en el Mapparium

El Mapparium es un globo terráqueo hueco, instalado en una sala de tres pisos de altura. Se trata de una esfera de vidrio emplomado (una vidriera) de 9,1 m de diámetro, cuyo interior puede contemplarse desde una pasarela que atraviesa su centro. Forma parte de la Biblioteca Mary Baker Eddy en Boston, Massachusetts.
Construido en 1935, está basado en los mapas políticos publicados el año anterior por la editorial estadounidense Rand McNally. El Mapparium muestra los países de aquella época, incluyendo denominaciones desde hace muchos años en desuso, como África Oriental Italiana y Siam, así como entidades políticas desaparecidas posteriormente como la Unión Soviética. En 1939, 1958, y 1966 la Iglesia cristiana propietaria del edificio consideró actualizar el mapa, pero finalmente se descartó el proyecto por su coste y por el especial interés en mantener la esfera como un testimonio histórico.

## Diseño y construcción
En la década de 1930, durante la construcción del edificio de la Sociedad Cristiana de Publicaciones Científicas, el arquitecto Chester Lindsay Churchill tuvo la idea de diseñar un globo terráqueo para representar la vocación global del periódico internacional editado en Boston, el Monitor de la Ciencia Cristiana. 
Churchill inicialmente fue influido por el famoso globo giratorio situado en el ático del edificio del diario New York Daily News.
Los 608 paneles de vidrio emplomados que forman la esfera fueron producidos por la Compañía Rambusch de Nueva York y el Mapparium se abrió al público el 1 de junio de 1935.
En 1998 se cerró durante cuatro años para proceder a su limpieza y restauración. Se abrió de nuevo en 2002, con ocasión de la exposición organizada por la Biblioteca Mary Baker Eddy, y ahora incorpora un espectáculo de luz y sonido, en el que se ilustra cómo ha cambiado el mundo desde 1935. El juego de luces controlado por ordenador diseñado por la compañía Color Kinetics, incorpora efectos luminosos que destacan puntos y regiones del mapa a medida que avanza la narración. La restauración de los vitrales estuvo a cargo de la empresa de Boston Serpentino Stained Glass.
En 2004, el nombre Mapparium pasó a ser una marca registrada en EE. UU. (#2861312) por el consejo de administración de "La Primera Iglesia de Cristo, Científica", como un "Servicio Educativo, concretamente, proporcionando una exposición educativa de la Tierra. Primer uso: 19350531. Primer uso comercial: 19350531."

### Vista desde el interior
El Mapparium se diseñó cuidadosamente para que los países del mundo puedan ser vistos en la correcta relación geográfica de unos con respecto a otros. Por ello, la superficie interior de la esfera representa una imagen especular cóncava de como se vería la Tierra desde dentro, para que los países aparezcan con el mismo aspecto que vistos desde fuera. Esta disposición invertida ofrece una configuración única, en la que el ojo de un espectador situado en el centro de la esfera tiene a la misma distancia cada punto del globo.
Los comentarios de Andrew Sinclair muestran el éxito de esta idea:
El Mapparium es tan grande, y  puede verse inmediatamente una porción tan amplia de su superficie (porque  es cóncavo en vez de convexo), que se puede conseguir con facilidad una idea realista de distancias y medidas relativas. Por ejemplo, puedes ver por qué un avión que viaja de Londres a San Francisco vuela por encima de Montana, Idaho, Oregón y Nevada. También se aprecia lo lejos que están el norte de los Estados Unidos, Europa, y Asia. Estando en el ecuador, hay que estirar realmente el cuello para verlos.

### Acústica
La superficie lisa y esférica del globo refleja el sonido y produce efectos acústicos. Forma una notable galería de los susurros, de modo que los visitantes que están en lados opuestos de la pasarela pueden conversar entre sí como si estuviesen uno al lado del otro. Un visitante escribió:

"Hay muchas galerías de los susurros alrededor del mundo, como en la Catedral de San Pablo de Londres, o en la Muralla del Eco del Templo del Cielo de Pekín. Sin embargo, el Mapparium es diferente, porque aunque se hable en cualquier dirección, al ser una esfera completa, resultará el mismo efecto. Además, si se habla cuando se está en el centro de la esfera, produce el relajante efecto de poder oír tu propia voz envolvente con una asombrosa claridad."